# Apuiarés
Apuiarés là một đô thị thuộc bang Ceará, Brasil. Đô thị này có diện tích 565,1 km², dân số năm 2007 là 13625 người, mật độ 25,01 người/km².